# Библиография Дорофея (Дбара)
Список публикаций архимандрита Дорофея (Дбара), абхазского православного священнослужителя, историка, публициста, старшего научного сотрудника Абхазского института гуманитарных исследований им. Д. Гулиа Академии наук Абхазии.

## Отдельные издания
- Из истории Абхазского Католикосата. — Москва: Издательство Православного братства св. апостола Симона Кананита, 1997. — 32 с. — 1000 экз.
- Религиозные тенденции в современной Абхазии. Сборник статей. — Москва: Издательство Православного братства св. апостола Симона Кананита, 1999. — 156 с. — 3000 экз.
- Проект Устава Абхазской Епархии. — Сухум, 2005. — 39 с. — 500 экз.
- Краткий очерк истории Абхазской Православной Церкви. — Сухум: «Алашара», 2005. — 40 с. — 500 экз.
- Краткий очерк истории Абхазской Православной Церкви. — 2–е издание. — Новый Афон (Анакопия), 2005. — 40 с. — 2000 экз.
- Краткий очерк истории Абхазской Православной Церкви. — 3–е издание, исправленное и дополненное. — Новый Афон (Анакопия): «Стратофил», 2006. — 28 с. — 5000 экз.
- История христианства в Абхазии в первом тысячелетии. — Новый Афон (Анакопия): «Стратофил», 2005. — 264 с. — 2700 экз.
- Православная Церковь в Абхазии: прошлое, настоящее, будущее. (Статьи, сообщения, размышления, интервью). — Новый Афон (Анакопия): Издательство Священной Митрополии Абхазии, 2012. — Т. 1. — 560 с. — 3000 экз. — ISBN 978-5-9169-1022-3. Ссылка
- История христианства в Абхазии в первом тысячелетии. — 2–е издание. — Новый Афон (Анакопия): Издательство Священной Митрополии Абхазии, 2015. — 343 с. — 3000 экз. Ссылка
- Ο τόπος θανάτου και ενταφιασμού του αγίου Ιωάννου του Χρυσοστόμου = Место кончины и погребения святого Иоанна Златоуста. — Νέος Άθως: Εκδ. Ι. Μητροπόλεως της Αμπχαζίας, 2016. — 539 с. — 1000 экз.
- Скит св. Иоанна Крестителя в с. Анхуа. —  Новый Афон (Анакопия): Издательство Священной Митрополии Абхазии, 2019. — 146 с. — (Храмы и монастыри Абхазии, 1). Ссылка
- Абхазия сегодня. Что делать? — Н. Афон (Анакопия): Изд. СМА, 2019. — 176 с. Ссылка

## Научные статьи
- Из истории Абхазского Католикосата // Духовный мир (сборник работ учащихся Московской духовной семинарии и академии). Вып. 4. Сергиев Посад, 1997. — С. 68-90.
- Предисловие // Аджинджал Е. К. «Из истории христианства Абхазии». Сухум: Изд. «Стратофил», 2000. — С. 3-8.
- Некоторые размышления о национальной идее абхазов // Материалы научно-практической конференции по проблеме «Перспективы сохранения и развития абхазской нации». Сухум, 2005. — С. 101—106.
- Евстафий Апсильский // Православная энциклопедия. — М., 2008. — Т. XVII : Евангелическая церковь чешских братьев — Египет. — С. 310—311. — 752 с. — 39 000 экз. — ISBN 978-5-89572-030-1. (в соавторстве с С. А. Моисеевой)
- Παρουσίαση της διδακτορικής διατριβής με θέμα: «Τόπος θανάτου του αγ. Ιωάννου του Χρυσόστομου». Θεολογική Σχολή του Αριστοτελείου Πανεπιστημίου Θεσσαλονίκης, 8 Μαΐου 2014
- Συμπεράσματα της διδακτορικής διατριβής με θέμα: «Τόπος θανάτου του αγ. Ιωάννου του Χρυσοστόμου» //
- Видный абхазский священник Георгий Туманов (Ахан-Ипа), 1880—1920 гг. // Алашарбага, 4. 2017. — C. 114—123.
- Алтарная преграда из церкви в Дранде: новые данные // Кавказ в системе культурных связей Евразии в древности и средневековье. ХХХ «Крупновские чтения» по археологии Северного Кавказа. Материалы международной научной конференции. Отв. ред. У. Ю. Кочкаров. Карачаевск, 22-29 апреля 2018 г. Карачаевск, 2018. — С. 456−458. (в соавторстве с Е. Ю. Ендольцевой)
- Архитектурная декорация и малые формы церкви в Дранде: новые данные // Вестник Волгоградского государственного университета (Серия 4: История. Регионоведение. Международные отношения), 2018, т. 23, № 5. — C. 196—209. (в соавторстве с Е. Ю. Ендольцевой)
- Altar Barrier from Dranda Church: New Facts // Anastasis. Research in Medieval Culture and Art. 2018. — Vol. V, Nr. 2. November. (соавтор: Ekaterina Yu. Endoltseva)
- Писатель-прозаик Валентин Дбар (1948—2010). К 70-летию со дня рождения // anyha.org
- Ашәҟәыҩҩы-апрозаик Дбар Валентин (1948—2010). Диижьҭеи 70-шықәса аҵра иазкны // anyha.org
- Ермолай Аджинджал как церковный историк. (К 85-летию со дня рождения). Доклад на научно-практической конференции, посвященной Е. К. Аджинджал. Сухум, 28 июня 2018 г. // Абхазоведение: Археология. История. Этнология, 11. 2018. — С. 246—248.
- О воспитаннике Новоафонской монастырской школы Несторе Лакоба. (К 125-летию со дня рождения). Доклад на круглом столе, посвященный 125-летию Н. Лакоба и Е. Эшба. Сухум, 27 марта 2018 г. // Абхазоведение: Археология. История. Этнология, 11 (2018), с. 249—254.
- К 100-летию провозглашения новой автокефалии Абхазской Церкви // Диалог времен. История. Традиции. Культура. Альманах. № 2. АбИГИ. — Сухум: «Дом печати», 2018. — C. 156—167.
- Сообщает ли Ликофрон об «абазгах»? // Вестник Академии наук Абхазии. Серия «Гуманитарные науки», 8 (2018). — C. 41-48.
- Храм на горе Акуи (Ақәи-ныха) в селе Анхуа // anyha.org, 18.03.2019.
- Материалы по истории христианства в Абхазии из «Analecta Bollandiana» // Вестник Академии наук Абхазии (серия «Гуманитарные науки»), 9 (2019). — C. 137—142.
- Ашәҟәыҩҩы Валентин Дбар (1948—2010) // Дбар В. Г. Аҩымҭақәа: ажәабжьқәа. Аҟәа: Аԥҳәынҭшәҟәҭыжьырҭа, 2019. — Ад. 3-10.
- Господь — Ҳаҳ Ду (ҳ’Аҳ Ду, ҳ-Аҳ Ду) или Иҳақәиҭу? (К изучению абхазской религиозной терминологии) // Диалог времен. История. Традиции. Культура. Альманах. № 3. АбИГИ. — Сухум: «Дом печати», 2020. — C. 91-95.
- Новоафонский монастырь и император Александр III // Кавказский сборник: Т. 12 (44) / Под ред. В. В. Дегоева. — М.: Издательство «Аспект Пресс», 2020. — С. 40-56.
- Средневековый храм св. Георгия в селе Анхуа: предварительные результаты археологических раскопок 2019 г. // Археологическое наследие Кавказа: актуальные проблемы изучения и сохранения. XXXI Крупновские чтения. Материалы Международной научной конференции, посвященной 50-летию Крупновских чтений и 50-летию Дербентской археологической экспедиции. Махачкала, 20-25 апреля 2020 г. / отв. ред. М. С. Гаджиев. — Махачкала: МавраевЪ, 2020. — С. 329—332. (в соавторстве с Г. А. Сангулия)
- Место кончины и погребения св. Иоанна Златоуста: Команы Абхазские или Команы Понтийские? // Вестник Академии наук Абхазии (Серия: Гуманитарные науки). 2020. — № 10. — C. 76-104. Ссылка

## Публицистика

#### 1993—1998 гг.
- Поездка в Абхазию // Православная Абхазия (газета Православного братства св. апостола Симона Кананита), 1993. — № 17.
- Пути Абхазии. Мы на духовном распутье, но истина только одна // Православная Абхазия, 1993. — № 17.
- Народные абхазские предания о проповеди святого апостола Андрея Первозванного в Абхазии // Православная Абхазия, 1995. — № 20.
- История автокефалии Абхазской Православной Церкви // Православная Абхазия, 1995. — № 20.
- История вхождения Сухумской епархии в Грузинский Католикосат // Православная Абхазия, 1996. — № 23.
- Религиозные тенденции в современной Абхазии и проблемы культурологического наследия «Апсуара» // Православная Абхазия, 1997. — № 24.
- Радость духовная. Проповедь // Православная Абхазия, 1997. — № 25.
- Понимание сектой «Свидетели Иеговы» искупительной жертвы Христовой // Православная Абхазия, 1997. — № 26.
- Где были «Свидетели Иеговы» девятнадцать веков? Или исторический аргумент против них // Православная Абхазия, 1998. — № 27.
- Миссионерская проповедь в Абхазии — несбывшаяся мечта страстотерпца Нестора // Православная Абхазия, 1998. — № 27.
- Наскальный монастырь в Отхаре // Православная Абхазия, 1998. — № 27.
- Беспочвенна фантазия. Отрывки из работы «Некоторые размышления о религиозных верованиях абхазов в связи с изданием книги Л. Регильсона и И. Хварцкия „Земля Адама“» // Эхо Абхазии (газета, Сухум), 1998. — № 40 (156).

#### 2001—2006 гг.
- Заученная улыбка иеговиста. О сущности одной космополитичной секты // Республика Абхазия (газета), 2001. — № 39.
- Мученичество святого Евстафия Апсильского (текст опубликовано на развороте иконы святого Евстафия Апсильского). Новый Афон, 2005. — 1000 экз.
- Роль Пицундского храма велика и значима // Нужная (газета, Сухум), 2005. — № 20.
- «Подобный документ за Вашей подписью позвольте считать ошибкой канцелярии». Ответ «непокорных» отцу Виссариону // Чегемская правда, 2005. — № 19 (48); Нужная, 2005. — № 20. (в соавторстве с иеромонахом Андреем Ампар)
- «Аборт — это убийство» // Христианская Абхазия (газета, официальное издание Абхазской Епархии), 2005. — № 4.
- Полемика вокруг монашеских общин в Абхазии // Христианская Абхазия, 2006. — № 2 (7).
- Сомнение и неверие апостола Фомы. Проповедь на второе воскресение по Пасхи, день памяти апостола Фомы // Христианская Абхазия, 2006. — № 3 (8).
- Амшаҧныҳәа // Христианская Абхазия, 2006. — № 3 (8).
- Храм святого апостола Симона Кананита // Христианская Абхазия, 2006. — № 4 (9).
- «Женщина — это личность, но у нее есть своя природная данность» // Гражданское общество (журнал Центра гуманитарных программ, Сухум), 2006. — № 62.
- Фильмы о Христе имеют право на существование // Христианская Абхазия, 2006. — № 5 (10).
- Некоторые размышления о национальной идее абхазов // Христианская Абхазия, 2006. — № 5 (10).
- Ацуныҳәа // Христианская Абхазия, 2006. — № 5 (10).
- «Была необходимость в этой газете». К юбилейному выпуску газеты «Христианская Абхазия» // Христианская Абхазия, 2006. — № 7 (12).
- «Когда мы говорим вера, мы подразумеваем веру в Личностного Бога» // Гражданское общество, 2006. — № 68. — С. 24-25.
- Ашықәс Ҿыц // Христианская Абхазия, 2006. — № 7 (12).

#### 2007—2011 гг.
- Религия Абхазов //
- К 1600-летию со дня кончины св. Иоанна Златоуста в Команах // Христианская Абхазия, 2007. — № 6 (22); 7 (23).
- К 100-летию возобновления богослужения на абхазском языке // Христианская Абхазия, 2007. — № 8 (24); 9 (25).
- Новые данные по истории Абхазской Церкви. Сообщение // Православная Абхазия, 2007. — № 9 (25).
- Обнаружено имя абхазского православного священнослужителя XII века. Сообщение // Православная Абхазия, 2008. — № 2 (28).
- Дометиан, епископ народа Зихов (Адыгов). Новые материалы по истории христианства на Кавказе // Чегемская правда, 2009. — № 2 (226).
- Святые мученики Евгений, Канидий, Уалериан и Акила. Новые материалы по истории христианства в Абхазии // Чегемская правда, 2009. — № 5 (229).
- К вопросу реставрации Лыхненского храма // Чегемская правда, 2009. — № 17 (241). Перепечатано: Христианская Абхазия, 2013. — № 3 (71), с. 4-6.
- История Христианства в Абхазии. Вступительная статья // Святыни Абхазии. Православные храмы и монастыри. Фотоальбом. Абхазия, 2010. — С. 2-6.
- The History of Christianity in Abkhazia. Translated by V. Pukish // The Sacred Places of Abkhazia. The Orthodox Churches and Monasteries. Abkhazia, 2010. — P. 2-6.
- Великопостные искушения «первосвященника» Виссариона и его «Синедриона» // Нужная, 2011. — № 14.
- Чем я занимаюсь в Греции и в какой Церкви я нахожусь // Нужная, 2011. — № 16.
- О настоящем и будущем Абхазской Епархии // Нужная, 2011. — № 18.
- «Когда-то эту работу необходимо начать. Мы ее начинаем сейчас, а далее, пусть Господь будет с нами и поможет нам!». Выступление на пресс-конференции Ассоциации работников СМИ Республики Абхазия (АРСМИРА) // Христианская Абхазия, 2011. — № 3 (49).
- Мученик Евстафий Апсильский. Перепечатка из «Православной энциклопедии» (Т. 17. М., 2008. — С. 310—311.) // Христианская Абхазия, 2011. — № 3 (49).
- Некоторые пояснения к беседе Р. Н. Кация с Заместителем Председателя ОВЦС РПЦ протоиереем Николаем Балашовом // Чегемская правда, 2011. — № 19 (341). (в соавторстве с иеромонахом Андреем Ампар и иеродиаконом Давидом Сарсания)
- «Все решения соответствуют церковному праву». Открытое письмо Святейшему Кириллу Патриарху Московскому и всея Руси Священному Синоду Русской Православной Церкви. В соавторстве с иеромонахом Андреем (Ампар) // Христианская Абхазия, 2011. — № 4 (50).
- Поэзия и некоторые события из истории абхазского христианства (в сокращенном варианте) // Христианская Абхазия, 2011. — № 4 (50).
- Διάσπαση στο εκκλησιαστικό σώμα στην Αμπχαζία // Amen.gr, 14 июля 2011
  - Διάσπαση στο εκκλησιαστικό σώμα στην Αμπχαζία // Pistos.gr, 15 июля 2011 года
- Куланырхвский храм // Христианская Абхазия, 2011. — № 6 (52).

#### 2012—2013 гг.
- «Мы добились успеха!». Вступительное слово на презентации документальных фильмов и фотовыставки. Центральный выставочный зал Союза художников Абхазии. Сухум, 5 января 2012 г. // Христианская Абхазия, 2012. — № 1 (57).
- Слово, произнесенное на Народно-церковном собрании (сходе). Сухум, Площадь Свободы, 3 февраля 2012 г. // Христианская Абхазия, 2012. — № 2 (58).
- Была ли Абхазская Церковь автокефальной? // Христианская Абхазия, 2 (2012). — С. 4-5. Ссылка
- Сведения византийских источников об Абхазии и Абхазской Церкви: Нил Доксапатрий, Порядок Патриарших Престолов // Христианская Абхазия, 3 (2012). — С. 4. Ссылка
- Великий Пост. Размышления в Facebook’е. Часть 2: Первая неделя Великого Поста //
- Великий Пост. Размышления в Facebook’е. Часть 3: Торжество Православия // Христианская Абхазия, 2012. — № 3 (59). Ссылка
- Великий Пост. Размышления в Facebook’е. Часть 4: Святой Григорий Палама //
- Сведения византийских источников об Абхазии и Абхазской Церкви: Епифаний, архиепископ Кипра, Изложение порядка Патриархов и Митрополитов // Христианская Абхазия, 5 (2012). — С. 3. Ссылка
- Год после Церковно-Народного Собрания // Христианская Абхазия, 2012. — № 5 (61).
- Неизвестный факт из истории Пицунды // Христианская Абхазия, 2012. — № 6 (62).
- «Второй том готовится к изданию, первый — ждет ваших критических замечаний». Вступительное слово на презентации книги «Православная Церковь в Абхазии: прошлое, настоящее, будущее». Сухум, 25 июня 2012 г. // Христианская Абхазия, 2012, 7 (63). — С. 2-3. Ссылка
- Сафарбей Чачба клятвенно обещал исповедовать «греческую веру и закон» // Христианская Абхазия, 2012, 7 (63). — С. 9.
- Церковь без священника. Заметка // Христианская Абхазия, 2012, 7 (63). — С. 10.
- Скончался старейший священник Абхазии (Протоиерей Петр Самсонов) // Христианская Абхазия, 2012, 8 (64).
- К продолжению дискуссии по истории христианских святынь Коман Абхазских (или исторические сведения против «благочестивых приданий») // Христианская Абхазия, 2012. — № 8 (64). — С. 8-9.
- Путешествие в Италию. «Римские каникулы» архимандрита Дорофея // Христианская Абхазия, 2012, 8 (64). — С. 11.
- Великий Пост. Размышления в Facebook’е. Часть 5: Ответы на вопросы // Христианская Абхазия, 2012, 8 (64). — С. 14-15.
- «Умник» из ПСТГУ // Христианская Абхазия, 2012. — № 8 (64). — С. 15.
- К 100-летию издания Евангелия на абхазском языке // Христианская Абхазия, 2012. — № 9 (65). — С. 4.
- Светлой памяти Анзора Агумаа // Христианская Абхазия, 2012. — № 9 (65). — С. 4.
- Еще один факт из истории Илорского храма. 1640 г. // Христианская Абхазия, 2012. — № 10-11 (66-67). — С. 8.
- В Команском монастыре бывало и такое… Август 1905 г. // Христианская Абхазия, 2012. — № 10-11 (66-67). — С. 9.
- «Где ты, великий Иоанн Златоуст?» // Христианская Абхазия, 2012. — № 10-11 (66-67). — С. 10.
- Государственный архив Абхазии: вандализм и чудо // Христианская Абхазия, 10-12 (2012). — С. 4-5, 4-5. Ссылка Ссылка
- Институт Патрологических Исследований. Работа продолжается // Христианская Абхазия, 2012. — № 12 (68). — С. 6.
- Об одном аспекте жизни и деятельности великого Иоанна Златоуста // Христианская Абхазия, 2012. — № 12 (68). — С. 11.
- Муса-Паша: черкес, помощник правитель Пафры (начало XX в.) // Христианская Абхазия, 2012. — № 12 (68). — С. 14.
- Выступление Хиблы Герзмава в Афинах // Христианская Абхазия, 2012. — № 12 (68). — С. 14.
- Георгиос Скардана из Микона: автор надписи на могильной плите Сафарбея Чачба и строитель храма св. Георгия в Сухуме // Христианская Абхазия, 2012. — № 12 (68). — С. 15.
- Рождественское обращение // Христианская Абхазия, 2013. — № 1 (69). — С. 4.
- Иаса Қьырса Иира амшныҳәеи ашықәс ҿыц аҧылареи ирызкыу хәыцрақәак // Христианская Абхазия, 2013. — № 1 (69). — С. 8.
- Католические епископы Сухума (XIV—XV вв.) // Христианская Абхазия, 2013. — № 1 (69). — С. 9.
- Великий Пост. Размышления в Facebook’е. Часть 1: Прощеное Воскресенье и начало Великого Поста // Христианская Абхазия, 2013. — № 3 (71). — С. 15-16.
- «Абхазские церковные сепаратисты» // Христианская Абхазия, 2013. — № 6 (74). — С. 4.
- Пасхальное обращение // Христианская Абхазия, 2013. — № 6 (74). — С. 6.
- Лекция Erich’а Lamberz’а // Христианская Абхазия, 2013. — № 6 (74). — С. 8.
- «Не загоняйте наш народ в Отапскую пещеру, из которого нет выхода и нет обратного хода!» Мой ответ «Хаджарату» // Христианская Абхазия, 2013. — № 6 (74). — С. 11.
- «Нанду илҳәо исаҳахьан». «Рассказ бабушки» как вспомогательный исторический источник // Христианская Абхазия, 2013. — № 6 (74). — С. 12.
- История Христианства в Абхазии. Вступительная статья / Святыни Абхазии. Православные храмы и монастыри. Фотоальбом. 2-е издание, дополненное. Абхазия, 2013. — С. 2-6.
- Сохраняйте спокойствие и не нужно торопиться с выводами! (Некоторые размышления по поводу последних церковных событий в Абхазии) // Христианская Абхазия, 2013. — № 7 (75). — С. 4-5.
- Надо определиться духовенству и руководству страны! Вступление на Круглом столе по абхазскому церковному вопросу. Сухум, 18 июня 2013 г. // Христианская Абхазия, 2013. — № 9 (77). — С. 4-5.
- О чудесах, совершенных апостолом Андреем в Абхазии, которые не вошли в книгу Григория Турского // Христианская Абхазия. 2013. — № 9. — С. 18.
- Слушая интервью Жерара Депардье // Христианская Абхазия, 2013. — № 9 (77). — С. 21.
- Заметка о потреблении запивки и антидора после причастия // Христианская Абхазия, 2013. — № 9 (77). — С. 21.
- Евстафи Аҧсилтәи. Пер. с рус. Т. Аршба // Христианская Абхазия, 2013. — № 10 (78). — С. 4.
- Палеография, расширение моих познаний в греческом языке // Христианская Абхазия, 2013. — № 10 (78). — С. 10-11.
- Анцәахаҵара иазкны. Пер. с рус. Т. Аршба // Христианская Абхазия, 2013. — № 10 (78). — С. 12.
- Любопытный факт по поводу того, кем возрождался Новоафонский монастырь в Абхазии // Христианская Абхазия, 2013. — № 11 (79). — С. 1.
- Пришла очередная жалоба // Христианская Абхазия, 2013. — № 11 (79). — С. 2, 9.
- Через какие счета поступают деньги с Запада // Христианская Абхазия, 2013. — № 11 (79). — С. 6.
- Кто ищет истину, тот всегда ее найдет! // Христианская Абхазия, 2013. — № 12 (80). — С. 2.

#### 2014—2019 гг.
- Печать Георгия Абазга XI—XII вв. Сообщение // Христианская Абхазия, 2014. — № 2 (83).
- Ο Αρριανός Φλάβιος (95-180 μ.Χ.) για την Αμπχαζία // Христианская Абхазия, 2014. — № 2 (83).
- Сообщение об абхазах в неизданном послании Константинопольского Патриарха Германа II (1232 г.) // Христианская Абхазия, 2 (2014). — С. 3.
- Упоминание абхазов в похвальном надгробном слове византийского автора XIV в. Константина Лукитиса // Христианская Абхазия, 4 (2014). — С. 5.
- К 140-ю со дня рождения основоположника абхазской литературы Дмитрия Гулиа. Несколько штрихов из жизни Д. И. Гулиа, связанных с историей Православной Церкви Абхазии // Христианская Абхазия, 2014. — № 2 (83).
- Последняя моя поездка на Святую Гору Афон // Христианская Абхазия, 2014. — № 2 (83).
- Воскресение Христово — торжество победы над смертью! // Христианская Абхазия, 2014. — № 4 (85). — С. 3.
- Моя гражданская позиция // Христианская Абхазия, 2014. — № 5 (86). — С. 3.
- Возвращение потомков махаджиров — условие будущего. Выступление на круглом столе, посвященной 150-летию завершения Русско-Кавказской войны. Сухум, 20 мая 2014 г. // «Эхо Кавказа», 20.05.2014. Ссылка] Перепечатано: Христианская Абхазия, 2014. — № 5 (86). — С. 5.
- Защита докторской диссертации // Христианская Абхазия, 2014. — № 5 (86). — С. 8.
- Встреча с молодежью. Стенограмма. Часть I // Христианская Абхазия, 2014. — № 6 (87). — С. 2-3, 4.
- Должен ли клясться будущий Президент Абхазии в Аныхе? // Христианская Абхазия, 2014. — № 6 (87). — С. 6.
- Ацуныҳәа — моление или развлечение? // Христианская Абхазия, 2014. — № 6 (87). — С. 6.
- О выносе органа из Пицундского храма // Христианская Абхазия, 2014. — № 7 (88). — С. 1.
- Начнем с самих себя // Христианская Абхазия, 2014. — № 7 (88). — С. 2.
- Вопросы гражданина к кандидатам в президенты // Христианская Абхазия, 2014. — № 7 (88). — С. 3.
- Обращение к Раулю Хаджимба и Виталию Габния, в связи с их победой на выборах // Христианская Абхазия, 2014. — № 8 (89). — С. 1.
- Абхазский священник Пантелеимон Самаа (конец XIX — пер. пол. XX вв.) // Христианская Абхазия, 9 (2014). — С. 2.
- Святой апостол Матфий и его возможное место кончины в Абхазии // Христианская Абхазия, 2014. — № 8 (89). — С. 6.
- Туристический бизнес или Святыня? О будущем Новоафонского монастыря // Христианская Абхазия, 2014. — № 9 (90). — С. 8.
- Данные из метрической книги церкви с. Блабырхуа за 1899 г. // Христианская Абхазия, 9 (2014). — С. 11.
- О рассказе Алексея Гогуа и об абхазском языке // Христианская Абхазия, 2014. — № 10 (91). — С. 3.
- Церковь Воскресения Христова в с. Ачандара (XIX в.) // Христианская Абхазия. 2014. — № 10. — С. 4.
- Учебные заведения Нового Афона // Христианская Абхазия, 2014. — № 10 (91). — С. 9.
- Храм архангела Михаила в с. Дурипш (XIX—XX вв.) // Христианская Абхазия. 2014. — № 11. — С. 7.
- К 100-летию Лыхненской иконы «Знамение» Божией Матери (1914 г.) // Христианская Абхазия, 2014. — № 11 (92). — С. 1.
- «АИНАРАА» рахь // Христианская Абхазия, 2014. — № 12 (93). — С. 4.
- Аԥызара аҭоурых ахцәажәара (История лидерства). Аҟәа, 2015. — Ад. 29-39. (+ DVD).
- Амшаԥныҳәа аҽны ашәаны ирҳәо атропариони акондакиони // Алашарбага (Аԥсны Амитрополиа Ԥшьа иҭнажьуа адин-лашаратә журнал), 1 (2015), ад. 9.
- «Упущена еще одна возможность…». О мартовских церковных событиях 2014 г. // Алашарбага (религиозно-просветительский журнал Священной Митрополии Абхазии). — 2015. — # 1. — С. 24-27.
- Открытое письмо Председателя Совета СМА, архимандрита Дорофея (Дбар), генеральному директору ВГТРК Добродееву О. Б. // Алашарбага, 1 (2015). — С. 38-42.
- Паломничество в итальянский город Бари // Алашарбага. 2015. — № 1. — С. 56-60.
- Посещение бывших абхазских деревень в Греции // Алашарбага. 2015. — № 1. — С. 64-67.
- Слово редактора // Алашарбага. 2015. — № 2. — С. 2.
- Церковь Преображения на Михайловском кладбище (с. Яштхуа) // Алашарбага. 2015. — № 2. — С. 7.
- Правда о реставрации храма Симона Кананита // Алашарбага. 2015. — № 2. — С. 21-24.
- Зхы иамыхәоны иҟаз ауаҩы ихәышәтәра ахҭыс ахцәажәара // Алашарбага. 2015. — № 2. — С. 44-45.
- О пасквиле иеромонаха Давида (Гвазава) // Алашарбага. 2015. — № 2. — С. 53-54.
- Воспоминания о личных встречах с Владиславом Ардзинба // Алашарбага, 2 (2015). — С. 59-63.
- Значения моря в жизни абхазов // Алашарбага, 2 (2015). — С. 72-73. Ссылка
- Срок запрета на священнодействие истек // Алашарбага, 2 (2015). — С. 78-83. Ссылка
- Перед синаксисом абхазских автокефалистов принуждали к миру с Москвой. Председатель Совета СМА архимандрит Дорофей (Дбар) комментирует «НГР» итоги совещания в Шамбези // «НГ — Религии», 03.02.2016.
- Днем с огнем // Seasons of life, 32 (2016). — С. 58-63. Ссылка
- И свет во тьме светит. Слово редактора // Алашарбага, 3 (2016). — С. 1.
- Абхазская церковная терминология: акандел — лампада // Алашарбага, 3 (2016). — С. 17.
- Теория эволюции. Отрывок из лекции // Алашарбага, 3 (2016). — С. 19-21. Ссылка
- Выбор в пользу ребенка. Выступление на круглом столе по вопросу принятия закона о запрете абортов в Абхазии // Алашарбага, 3 (2016). — С. 42-43.
- О сложившейся в Абхазии церковной ситуации // Алашарбага, 3 (2016). — С. 44-51.
- Нельзя сохранить традиции, если нет тех, кто их передает! // Алашарбага, 3 (2016). — С. 70.
- Иузеиқәырхаӡом атрадициақәа, урҭ аҧхьаҟа игыло ирымаздо ауаа аныҟамла! // Алашарбага, 3 (2016). — С. 71.
- Об абхазских репатриантах // Алашарбага, 3 (2016). — С. 73.
- Еще один след зихской (адыгской) церковной письменности на основе греческого алфавита // Алашарбага, 3 (2016). — С. 74-75.
- Что значит Апсуара? // Алашарбага, 3 (2016). — С. 77.
- Храм Покрова Пресвятой Богородицы в Новом Афоне // Алашарбага, 3 (2016). — С. 82-84. Ссылка
- «Уира, Қьырса ҳ-Анцәа, адунеи дырра лашараны иазкаԥхеит». Слово редактора // Алашарбага, 4 (2017). — С. 1. Ссылка
- О вере и церковном нестроении в Абхазии // Алашарбага, 4 (2017). — С. 36.
- II Церковно-народное собрание СМА // Алашарбага, 4 (2017). — С. 38-43.
- Аҧсны Амитрополиа Ҧшьа II-тәи Аныха-жәлартә еизара азырхиареи амҩаҧгареи // Алашарбага, 4 (2017). — С. 44-46.
- Реакция греческих церковных и светских СМИ на обращение из Абхазии в адрес Святого и Великого Собора // Алашарбага, 4 (2017). — С. 50-52.
- Путь решения абхазской церковной проблемы // Алашарбага, 4 (2017). — С. 59-60.
- Святой и Великий Собор — итоги // Алашарбага, 4 (2017). — С. 62-69.
- Автокатастрофы на дорогах Абхазии // Алашарбага, 4 (2017). — С. 70-72.
- Новоафонское епархиальное духовное училище // Алашарбага, 4 (2017). — С. 86-90.
- Краткая Священная история. К 150-летию первой переводной книги на абхазском языке // Алашарбага, 4 (2017). — С. 92-95.
- Цандрыпшская базилика // Алашарбага, 4 (2017). — С. 104—107.
- Иконостас собора св. Пантелеимона (в соавторстве с А. Смыр) // Алашарбага, 4 (2017). — С. 108—111.
- Церковный календарь Православной Церкви Абхазии на 2017 год (январь-июнь). Сост. архим. Дорофей (Дбар) // Алашарбага, 4 (2017). — С. 126—128.
- Восточный корпус Новоафонского монастыря // anyha.org, 18.05.2017. (в соавторстве с А. Смыр)
- Что делать с наркоманией в Абхазии? // Июль 2017 г.
- О воспитаннике Новоафонской монастырской школы Несторе Лакоба. К 125-летию со дня рождения. Доклад на круглом столе, посвященный 125-летию Н. Лакоба и Е. Эшба, Сухум, 27 марта 2018 г. //
- Святыни (иконы) Ново-Афонского монастыря (в соавторстве с А. Смыр)
- Абхазия сегодня. Что делать? Часть I: Введение // Август 2018 г. Ссылка
- Абхазия сегодня. Что делать? Часть II: Политика // Сентябрь 2018 г. Ссылка
- Абхазия сегодня. Что делать? Часть III: Образование // Октябрь 2018 г. Ссылка
- Кризис в Абхазии: новый взгляд. Доклад на круглом столе «Абхазия: кризис и пути выхода из него». Сухум, 23 ноября 2018 г. // Ссылка
- Абхазия сегодня. Что делать? Часть IV: Медиа (СМИ) // Декабрь 2018 г. Ссылка
- Абхазия сегодня. Что делать? Часть V: Человеческие ресурсы и управление // Январь 2019 г. Ссылка Перепечатано: Чегемская правда, 2 (2019). — С. 1, 3-4.
- «Без сокращения раздутого штата госслужащих не может быть никакого будущего». Сухум. 21 января 2019 г. Абхазия-Информ // Ссылка
- Абхазия сегодня. Что делать? Часть VI: Экономика // Февраль 2019 г. Ссылка Ссылка Перепечатано: Чегемская правда, 7 (2019). — С. 3-4; 8 (2019). — С. 3-4.
- «Я не намерен заниматься политическими игрищами и говорю „όχι“» // 20 марта 2019 г. Ссылка
- Абхазия сегодня. Что делать? Часть VII: Безопасность // 1 апреля 2019 г. Ссылка
- Абхазия сегодня. Что делать? Часть VIII: Медицина // 15 апреля 2019 г. Ссылка
- Абхазия сегодня. Что делать? Завершение // 2 мая 2019 г. Ссылка
- Древние каноны и современная церковная ситуация в Абхазии // 12.06.2019. Ссылка
- На каком языке должны совершать богослужение христиане? Слово в день Пятидесятницы. Произнесено 16 июня 2019 г. в соборном храме св. Пантелеимона Новоафонского монастыря // 23.09.2019. Ссылка
- По дороге в небесный город // Официальный сайт СМА «Anyha.org». 20.12.2019. Ссылка

#### 2020—2021 гг.
- Аԥсуара злоуҵаша хархәагак // Официальный сайт СМА «Anyha.org». 19.03.2020.
- «Дбараа рымшшьара» («Запретный день» фамилии Дбар) // Официальный сайт СМА «Anyha.org». 30.03.2020. Ссылка
- Эпидемия и карантин в Абхазии в 1921 г. глазами К. Паустовского // Официальный сайт СМА «Anyha.org». 29.05.2020. Ссылка
- Комментарий к интервью К. Ф. Затулина от 20. 09. 2020 г. // Официальный сайт СМА «Anyha.org». 03.10.2020. Ссылка
- Аԥсуа икультура ажәытә ҷыдарақәак // Аԥсны аҟазара, 3 (2020), с. 7-8. Ссылка
- Мемориальная доска с греческой надписью 1818 г. в Лыхненском храме (новое прочтение) // Официальный сайт СМА «Anyha.org». 19.05.2021. Ссылка

## Интервью
- О конфликте внутри Абхазской Церкви // Чегемская правда (газета, Сухум), 2005, № 20 (49).
- «Мы сделали свой выбор» // Вера (христианская газета Севера России), 2006. Ссылка Данное интервью, в переводе на сербский язык, осуществленный Dr. Radmila Maksimovic, было опубликовано на сайте монастыря Лепавина, Сербской Православной Церкви, под заглавием «Mi smo napravili svoj izbor». Ссылка (недоступная ссылка)
- Об участии абхазского духовенства в XIV Международных Рождественских образовательных чтениях в Москве // Чегемская правда, 2006, № 6 (85).
- О взаимоотношениях Православия и Католицизма // Христианская Абхазия, 2006, № 1 (6).
- Амшаҧыи Ачгара Дуи аҽазыҟаҵара // Христианская Абхазия, 2006, № 1 (6).
- «Сыҧсабара иалан Ҳазшаз имч…» // Агара, 2006, № 4 (54).
- Маленькая страна с вековыми традициями // Православная вера (газета, издание Саратовской Епархии Русской Православной Церкви), 2006, № 9 (312).
- «Куда бы мы ни приехали, нас теперь везде спрашивают: „А давно ли вы стали католиками?“» // Чегемская правда, 2006, № 16 (95).
- «Почему абхазский народ должен ждать?» // Эхо Кавказа, программа «Гость недели», 11 июня 2011 г. Беседовал — Дэмис Поландов. Ссылка
- «Московский патриархат блокирует информацию о церковных событиях в Абхазии» // Портал-Credo.Ru, 20 июня 2011 г. Ссылка
- «Зачем церковный народ превращать в недумающее стадо?» // «Коммерсантъ ВЛАСТЬ» (еженедельный аналитический журнал), 2011, № 24 (928), с. 41-42. Полная версия, ссылка. Перепечатано: Христианская Абхазия, 2011, № 5 (51); Святыни Абхазии. Православные храмы и монастыри. Фотоальбом. 2-е издание, дополненное. Абхазия, 2013. — С. 135—141.
- «Мы готовим документы для разрешения ситуации и будем проводить встречи» // Эхо Кавказа, 7 июля 2011 г. Беседовал — Дэмис Поландов. Ссылка. Перепечатано: Христианская Абхазия", 2011, № 5 (51).
- «Внутренне я готов ко всему» // Портал-Credo.Ru, 11 июля 2011 г. Ссылка
- О встрече с Вселенским Патриархом // Эхо Москвы, 10 января 2012 г. Беседовал — Алексей Соломин. Ссылка (недоступная ссылка). Перепечатано: Чегемская правда, 2012, № 2 (374); Эхо Абхазии, 2012, № 2 (787); Христианская Абхазия, 2012, № 1 (57).
- «Мы сумели донести до Вселенского Патриархата, что есть такая проблема» // Эхо Кавказа, 10 января 2012 г. Беседовал — Дэмис Поландов. Ссылка
- «We were able to convey to the Ecumenical Patriarchate that the problem does exist» // Ссылка
- Вселенский Патриарх вмешался // Нужная газета, 2012, № 2.
- О разрыве с Русской и Грузинской Церквами // НГ-Религия. 4 июля 2012 г. Ссылка. Перепечатано: Христианская Абхазия, 2012, 7 (63), с. 8.
- «Другого пути нет!» // Христианская Абхазия, 2012, 8 (64), с. 2-3; 9 (65), с. 2-3. Ссылка
- «Надо говорить не о начале поминовения имени Константинопольского Патриарха, но о возобновлении утраченной связи Абхазской Церкви с Матерью-Церковью» // Портала-Credo.Ru, 10 сентября 2012 г. Беседовал — диакон Георгий Гордополов. Ссылка. Перепечатано: Христианская Абхазия, 2012, № 9 (65), с. 4-5.
- «Чтобы вклад в мировую культуру не оказался нулевым» // Апсны-Пресс, 17 января 2013 г. Ссылка. Перепечатано: Христианская Абхазия, 2013, № 2 (70), с. 16-17.
- Московская Патриархия 20 лет «водила нас за нос» // ИА REGNUM, 3 января 2013 г. Ссылка. Перепечатано: Христианская Абхазия, 2013, № 2 (70), с. 11-15.
- «Надо перебороть в себе обычные человеческие страхи» // Нужная газета, 2013, № …. Перепечатано: Христианская Абхазия, 2013, № 3 (71), с. 2-3. Ссылка
- Подготовлена полная академическая биография святого Иоанна Златоуста // Pro Science, 20 февраля 2013 г. Ссылка. Перепечатано: Христианская Абхазия, 2013, № 3 (71), с. 13-14.
- Даҽа мҩак ыҟаӡам. Пер. с рус. Т. Аршба // Христианская Абхазия, 2013, № 11 (79), с. 10-11.
- «Возрождение Православной Церкви в Абхазии — это создание условий для свободы действий» // Caucasus Times, 13 ноября 2013 г. Ссылка. Перепечатано: Христианская Абхазия, 2013, № 12 (80), с. 8-10; № 13 (81), с. 4-6.
- «Вместе мы быстро решим церковный вопрос» // Эхо Кавказа, 21 декабря 2013 г. Беседовал — Дэмис Поландов. Ссылка. Перепечатано: Христианская Абхазия, 2014, № 1 (82), с. 9.
- «Я вернулся в Абхазию окончательно…» // Телестудия «Асаркьа», 20 мая 2014 г. Беседовала — Разита Герман. Ссылка (недоступная ссылка). Перепечатано: Христианская Абхазия, 2014, № 5 (86), с. 9.
- «Народный сход — традиционная форма решения политических вопросов, но…» // Московский Комсомолец, 28 мая 2014 г. Беседовала — Анастасия Кузина. Ссылка. Перепечатано: Христианская Абхазия, 2014, № 5 (86), с. 4.
- Часть оппозиции в Абхазии продавливает интересы РПЦ // НГ-Религия, 4 июня 2014 г. Ссылка. Перепечатано: Христианская Абхазия, 2014, № 5 (86), с. 11.
- «На плечах протестующих не должны прийти олигархи» // Газета. Ru, 14 июня 2014 г. Беседовал — Андрей Кошик. Ссылка. Перепечатано: Христианская Абхазия, 2014, № 6 (87), с. 5.
- «Отец Виссарион будет действовать исключительно по указке Москвы» // Caucasus Times, 13 августа 2014 г. Ссылка. Перепечатано: Христианская Абхазия, 2014, № 8 (89), с. 11, 13.
- «Священник должен жить в реальной жизни». Отец Дорофей о селфи и интернете // Современная Абхазия (журнал), 1 (2014), с. 56-57.
- Неопубликованное интервью для газеты «Совершенно Секретно» // Алашарбага, 1 (2015), с. 52-54. Ссылка
- Руку убери! Почему маленькая Абхазия не боится разговаривать с большим миром // Русский репортер (журнал), 2015, № 17-19 (394); Эксперт Online, Москва, 03 сентября 2015 г. Ссылка
- «Нет канонических оснований для запрещения» // Эхо Кавказа, 24 августа 2015 г. Беседовал — Дэмис Поландов. Ссылка. Перепечатано: Алашарбага, 2 (2015), с. 84-86.
- «Изначально на Соборе ставился вопрос дарования автокефалии» // Эхо Кавказа, 17 июня 2016 г. Беседовал — Дэмис Поландов. Ссылка
- «Не думаю, что властям эта ситуация была нужна» // Эхо Кавказа, 11 ноября 2016 г. Беседовал — Дэмис Поландов. Ссылка
- Абхазская реакция на грузино-российский церковный альянс // Эхо Кавказа, 3 ноября 2017 г. Ссылка
- «Двухсторонняя российско-грузинская комиссия не будет решать церковный вопрос в пользу абхазской паствы» // Anyha.org. 7 ноября 2017 г. Ссылка. Перепечатано: «Алашарбага» (дайджест), вып. 1, от 14 декабря 2017 г.
- Москва и Тбилиси объединяются против «сепаратистов». Проблему церковной юрисдикции в кавказских республиках будут разрешать без участия народов // НГ-Религия, 15 ноября 2017, материал подготовил Павел Скрыльников. Ссылка
- «Перед Грузинской церковью теперь вопрос ставится ребром» // Эхо Кавказа, 9 июня 2018 г. Беседовал — Дэмис Поландов. Ссылка
- «Нельзя забывать, что за 25 лет выросло новое поколение, что перед современным абхазским государством стоят новые вызовы». Материал подготовила — Индира Барциц. Ссылка Ссылка
- Вслед за Украиной — Абхазия? // НГ-Религия, 18 сентября 2018 г. Материал подготовил — Андрей Мельников. Ссылка Ссылка
- «Надо убедить о. Виссариона не делать резких шагов» // Эхо Кавказа, 11 марта 2019 г. Беседовала — Елена Заводская. Ссылка
- «Мы ждем ответа» // Эхо Кавказа, 4 июня 2019 г. Беседовала — Елена Заводская. Ссылка
- «Здесь живут монахи, это наш дом» // «Гость недели» Эхо Кавказа, 6 июня 2019 г. Беседовал — Дэмис Поландов. Ссылка
- «Мы должны показать, что мы разумные существа» // Эхо Кавказа, 14 апреля 2020 г. Беседовал — Елена Заводская. Ссылка
- «Нельзя все время ссылаться на прошлое». Глава митрополии Абхазии – о конфликте с Грузией и РПЦ // Кавказ.Реалии, 10 мая 2021 г. Беседовал — Андрей Красно. Ссылка

## Богослужебные тексты
- Тропарь святому апостолу Симону Кананиту. Редактор — Геннадий Аламиа. Московская Духовная Семинария. 1997 год. Ссылка
- Порядок совершения моления св. Евстафию (ацқьа Еустаҭ иныҳәа) согласно традиции абхаз-ского народного христианства (православия) // 27 февраля 2019 г. Ссылка

## Переводы
- Амҭа Дуқәа рыҽрылархәраан аҧхьа изыҧхьатәу аныҳәарақәа. Алитургиа ҧшьа ашьҭахь изыҧхьатәу Анцәа иџьшьаратә ныҳәарақәа (Краткие молитвы к Святому Причащению. Благодарственные молитвы после Святого Причащения). Пер. с древнегреч. на абхаз. яз. // Нужная, 2009, № 7.
- Фрагменты сочинения Нила Доксапатрия «Τάξις των Πατριαρχικών Θρόνων». Пер. с древнегреч. на русс. яз. // Христианская Абхазия, 2012, № 3 (59).
- Фрагменты сочинения Епифания, архиепископа Кипра «Ἔκθεσις πρωτοκλησιῶν πατριαρχῶν τε καὶ μητροπολιτῶν». Пер. с древнегреч. на русс. яз. // Христианская Абхазия, 2012, № 5 (61).
- Письмо Вселенского Патриарха Николая Мистика Абхазскому царю Георгию II. Пер. с древнегреч. на абхаз. яз. // Христианская Абхазия, 2012, № 7 (63). Ссылка
- «Символ веры» и «Отче наш…». Пер. с древнегреч. на абхаз. яз. // Христианская Абхазия, 2014, № 6 (87).
- Краткий молитвослов на абхазском языке: «Символ веры» и «Отче наш…». Новый Афон (Анакопия): Изд. Священной Митрополии Абхазии, 2014. (Тираж: 1000 экз.).
- Отпустительные тропари праздников Преображения Господня и Успения Пресвятой Богородицы. Пер. с древнегреч. на абхаз. яз. // Христианская Абхазия, 2014, № 9 (90).
- Theodor Petrov. «Кавказский тупик». Пер. с новогреч. на русс. яз. // Христианская Абхазия, 2014, № 12 (93), с. 5. Ссылка
- Ацқьа Иоаннис Ахьҿы. Амшаԥныҳәа иазку иажәа. Ажәытә еллин бызшәаҟнытә аиҭага // Алашарбага, 1 (2015), ад. 2-3. Ссылка
- Амшаԥныҳәа аҽны ашәаны ирҳәо атропариони акондакиони. Ажәытә еллин бызшәаҟнытә аиҭага // Алашарбага, 1 (2015), ад. 9. Ссылка
- Ответное письмо греческого Митрополит группе абхазских священников Пер. с греч. на русс. яз. // Алашарбага, 1 (2015), с. 10-13. Ссылка
- Ацқьа Паисиос Афонтәи. Аныҳәара иазку иажәақәа. Еллин бызшәаҟнытә аиҭага // Алашарбага, 1 (2015), ад. 17-18; 4 (2017), ад. 24-25. Ссылка
- Навпактии Агиа Власии рмитрополит Иерофеос (Влахос). Қьырса Иҽеиҭакра. Еллин бызшәаҟнытә аиҭага // Алашарбага, 2 (2015), ад. 3-4. Ссылка
- Иаса Қьырса Иҽеиҭакра агәалашәара иазку амшныҳәа атропариони акондакиони. Ажәытә еллин бызшәаҟнытә аиҭага // Алашарбага, 2 (2015), ад. 5. Ссылка
- Хынтә Ацқьа — Жәан иҟоу ҳ-Аб, 50-тәии 90-тәии аҧсаломқәа. Ажәытә еллин бызшәаҟнытә аиҭага // Алашарбага, 3 (2016), ад. 14-16. Ссылка
- Тропарь и ирмос первой песни канона Рождества Христова. Пер. с древнегреч. на абхазский // Алашарбага, 4 (2017), ад. 23.
- Отпустительный тропарь и кондак св. Василия Великого. Пер. с древнегреч. на абхазский // 2018 г. Ссылка
- Отпустительный тропарь и кондак Богоявления (Крещения Господня). Пер. с древнегреч. на абхазский // 2018 г. Ссылка
- Отпустительный тропарь и кондак рождества святого Иоанна Крестителя. Пер. с древнегреч. на абхазский // 2018 г. Ссылка
- Отпустительный тропарь и кондак святых апостолов Петра и Павла. Пер. с древнегреч. на абхазский // 2018 г. Ссылка
- Отпустительный тропарь и кондак Сретения на абхазском языке. Пер. с древнегреч. на абхазский // 2018 г. Ссылка
- Аҩны аныҳәара амҩаҧгашьа. Пер. с церковно-славянского. Новый Афон, 2004. — 5 с. (готовится к публикации).
- Ацқьа Иоанн Ахьҿы Илитургиа ҧшьа. Пер. с древнегреч., вступительная статья. Новый Афон — Салоники, 2003—2007. — 56 с. (готовится к публикации).
- Аҧсцәа ирызку «Хынтәацқьа» ақәныҟәара. Иркьаҿу Аныҳәагатә шәҟәы аҟнытә. Перевод с древнегреч. Монастырь св. Рафаила, Николая и Ирины (Пеония, Греция), 2009. — 3 с. (готовится к публикации).
- Синодальное постановление от 1347 г. о повторном объединении Аланской и Сотиропольской митрополии. Пер. с древнегреч. на абхаз. яз. Салоники, Аристотелевский Университет, 2009. (готовится к публикации).
- Покаянная молитва св. Ефрема Сирийца. Пер. с древнегреч. на абхаз. яз. Монастырь св. Рафаила, Николая и Ирины (Греция), 2012. (готовится к публикации).
- «Чудеса святых Рафаила, Николая и Ирины». Документальный фильм. DVD. Подготовка и издание Монастыря св. Рафаила, Николая и Ирины (Пеония, Греция). Подтитры. 989 строк. Перевод с новогреч. на русс.
- Патриарх Константинопольский Николай, Письма № 46, 51, 162. Пер. с древнегреч. на абхаз. Салоники, Аристотелевский Университет, 2012 г. (готовится к публикации).

## Редакторская работа
- Чачхалиа Д. Абхазская Православная Церковь. Хроника. Прибавления. М., 1997. — 116 с.
- Аджинджал Е. К. Из истории христианства Абхазии. Сухум: Изд. «Стратофил», 2000. — 141 с. Ссылка
- Библия для детей на абхазском языке. Пер. с рус. Т. Аршба, Г. Куцниа. Сухум: Изд. «Стратофил», 2001. — 272 с. Ссылка
- Монастырь святого апостола Симона Кананита. Фотоальбом. Автор текста и фотографий А. Токарев. Краснодар: Кубанское книжное издательство, 2004. — 140 с. Ссылка
- Иллюстрированный атлас-путеводитель Абхазии. 4-е издание. 2006—2014 г. Главный редактор: Смирнов А. С. Редактор: Венедиктова Н. Ю. В работе над изданием приняли участие: Религия — иеромонах Дорофей (Дбар), кандидат богословских наук. В атласе-путеводителе использованы материалы из работ и Д. Дбар.